# Рогонян, Георгий Аршакович
Георгий Аршакович Рогонян (также известен как Жульверик) (род. 17 июня 1990, Сочи, Краснодарский край) — российский футболист, полузащитник, игрок в пляжный футбол; после завершения карьеры — актёр, певец, блогер и альтруист. 

## Биография
Георгий родился 17 июня 1990 года в Сочи. В детстве начал заниматься футболом. В 2007 году окончил Московский кадетский корпус юстиции, в 2011 году — сочинский филиал Российского государственного социального университа.
Выступал за футбольные клубы «Сочи-2014», «Жемчужина-РУДН» и «Сочи».

### Пляжный футбол
В 2008 и 2010 годах в составе команды «Адлер» участвовал в чемпионате России по пляжному футболу.
В 2009 году в составе команды «Динамо Сочи» выступал в чемпионате России по пляжному футболу, а в 2011 году – в отборочном этапе Кубка России по пляжному футболу.
В 2018 году в составе команды «Адлер» участвовал в финальном этапе Кубка России по пляжному футболу.

### Вне спорта
После окончания карьеры футболиста начал записывать песни в жанре современной поп-музыки и рэпа совместно с AGOSHA и основал лейбл DIEZ PRODUCTION. 
В 2021 году снялся в роли полицейского Жульверика в сериале «Непосредственно Каха. Женитьба», являющимся продолжением фильма «Непосредственно Каха».
Женат. Есть дочь Афина.

## Дискография
- 2020 – Дама с Инстаграма (feat. Марат Пашаян, AGOSHA)
- 2021 – Микки Маус (feat. Forchy)
- 2022 – Gnam Mnam (feat. Chiko Pap, Yona)
- 2022 – Дождик (feat. Yona)